# Baya'ertuhushuo
Baya'ertuhushuo (kinesiska: 巴雅尔图胡硕, 巴雅尔图胡硕镇) är en köping i Kina. Den ligger i den autonoma regionen Inre Mongoliet, i den norra delen av landet, omkring 850 kilometer nordost om regionhuvudstaden Hohhot. Antalet invånare är 11975. Befolkningen består av 5 864 kvinnor och 6 111 män. Barn under 15 år utgör 17,0 %, vuxna 15-64 år 78 %, och äldre över 65 år 4,0 %.
Genomsnittlig årsnederbörd är 654 millimeter. Den regnigaste månaden är juli, med i genomsnitt 179 mm nederbörd, och den torraste är januari, med 4 mm nederbörd.